# Polizeipräsidium Osthessen
Das Polizeipräsidium Osthessen ist das kleinste der sieben Flächenpräsidien der hessischen Polizei und hat seinen Sitz in Fulda. Es ist zuständig für die Landkreise Fulda, Hersfeld-Rotenburg und Vogelsberg. Es ist das im Zuge der Polizeireform einzig neugegründete Polizeipräsidium und befindet sich im Westen von Fulda in der Severingstraße.

## Aufbau
Polizeipräsident ist seit Juli 2016 Günther Voss. Das Polizeipräsidium Osthessen besteht aus der Abteilung Einsatz, der Abteilung Verwaltung und der Abteilung Zentrale Dienste. Der Abteilung Einsatz sind der Abteilungsstab, drei Polizeidirektionen (Polizeidirektion Fulda, Polizeidirektion Hersfeld-Rotenburg und Polizeidirektion Vogelsberg), die Kriminaldirektion sowie die Direktion Verkehrssicherheit/Sonderdienste nachgeordnet.

### Polizeidirektion Fulda
Die Polizeidirektion Fulda mit Sitz im Präsidium ist für den Landkreis Fulda zuständig. Zur Polizeidirektion gehören die Polizeistation Fulda mit dem Polizeiposten: Fulda-Aschenberg, Fulda-Stadtwache (Innenstadt), Autobahnpolizei Fulda-Petersberg, Neuhof, die Polizeistation Hilders sowie die Polizeistation Hünfeld.

### Polizeidirektion Hersfeld-Rotenburg
Die Polizeidirektion Hersfeld-Rotenburg mit Sitz in Bad Hersfeld ist für den gleichnamigen Landkreis zuständig. Zur Polizeidirektion gehören die Polizeistation Bad Hersfeld, die Polizeistation Rotenburg an der Fulda mit einem Polizeiposten in Bebra sowie die Regionale Kriminalinspektion (RKI).

### Polizeidirektion Vogelsberg
Die Polizeidirektion Vogelsberg mit Sitz in Lauterbach ist für den gleichnamigen Landkreis zuständig. Zur Polizeidirektion gehören die Polizeistation Alsfeld, die Polizeistation Lauterbach mit den Polizeiposten Schlitz und Schotten sowie die Regionale Kriminalinspektion (RKI).

### Kriminaldirektion
Die Kriminaldirektion des Polizeipräsidiums Osthessen gliedert sich in die Zentrale Kriminalinspektion (ZKI) und die Regionale Kriminalinspektion (RKI). Die Zentrale Kriminalinspektion ist zuständig für die Bearbeitung von herausragenden Straftaten im Zuständigkeitsbereich des gesamten Polizeipräsidiums. Die Regionale Kriminalinspektion (RKI) ist zuständig für Bearbeitung von Straftaten im Bereich der Polizeidirektion Fulda.

### Direktion Verkehrssicherheit/Sonderdienste
Der Direktion Verkehrssicherheit/Sonderdienste gliedert sich in die Polizeiautobahnstation Bad Hersfeld und die Polizeiautobahnstation Petersberg.